# Žaba
Žaba je pohoří v Chorvatsku a Bosně a Hercegovině, 11 km jižně od Metkoviće a v blízkosti obcí Hutovo a Neum v Bosně. Nejvyšším vrcholem pohoří je Sveti Ilija (známý též jako Crkvina/Velika Žaba s nadmořskou výškou 955 m n. m.
Pohoří je východo-západního směru, dlouhé je zhruba 14 km. Jeho západní část s vrcholy Matica (681 m n. m.) a Marin vijenac (507 m n. m.) s betonovým křížem, který je viditelný z údolí řeky Neretvy se nacházejí na území Chorvatska. Z vrcholu Sveti Ilija je možné spatřit i okolí města Dubrovník a Jaderské moře. Vrcholy Okruglica (776 m n. m.), 'Sveti Ilija (955 m n. m.) a Kapavica (774 m n. m.) se nacházejí na území Bosny a Hercegoviny. V údolí jižně od pohoří prochází silnice v úseku Neum–Stolac.
Pohoří je většinou bez vegetační pokrývky s výjimkou nízkých stromů/keřů na několika málo místech.